# Helsinki 69ers
Gli Helsinki 69ers sono stati una squadra di football americano di Helsinki, in Finlandia; fondati nel 1991, hanno chiuso alla fine della stagione 2015.

## Dettaglio stagioni

### Tornei nazionali

#### Campionato

##### Vaahteraliiga
| Stagione | regular season | regular season | regular season | regular season | regular season | regular season | playoff | playoff | playoff | playoff | playoff | playoff    | playoff              |
|          | Vin            | Par            | Per            | Tot            | PF             | PS             | Vin     | Per     | Tot     | PF      | PS      | risultato  | avversaria           |
| -------- | -------------- | -------------- | -------------- | -------------- | -------------- | -------------- | ------- | ------- | ------- | ------- | ------- | ---------- | -------------------- |
| 2013     | 1              | 0              | 9              | 10             | 150            | 349            | -       | -       | -       | -       | -       | -          | -                    |
| 2014     | 4              | 0              | 6              | 10             | 293            | 258            | -       | -       | -       | -       | -       | -          | -                    |
| 2015     | 4              | 0              | 6              | 10             | 225            | 287            | 0       | 1       | 1       | 7       | 28      | Semifinale | Seinäjoki Crocodiles |
| Totale   | 9              | 0              | 21             | 30             | 568            | 894            | 0       | 1       | 1       | 7       | 28      |            |                      |

Fonti: Enciclopedia del Football - A cura di Massimo Mezzetti

##### I-divisioona
| Stagione | regular season | regular season | regular season | regular season | regular season | regular season | playoff | playoff | playoff | playoff | playoff | playoff    | playoff              |
|          | Vin            | Par            | Per            | Tot            | PF             | PS             | Vin     | Per     | Tot     | PF      | PS      | risultato  | avversaria           |
| -------- | -------------- | -------------- | -------------- | -------------- | -------------- | -------------- | ------- | ------- | ------- | ------- | ------- | ---------- | -------------------- |
| 2003     | 4              | 0              | 4              | 8              | 126            | 109            | -       | -       | -       | -       | -       | -          | -                    |
| 2009     | 1              | 0              | 7              | 8              | 132            | 258            | -       | -       | -       | -       | -       | -          | -                    |
| 2010     | 5              | 0              | 3              | 8              | 190            | 169            | 0       | 1       | 1       | 20      | 38      | Semifinale | Oulu Northern Lights |
| 2011     | 3              | 0              | 5              | 8              | 152            | 190            | 0       | 1       | 1       | 26      | 28      | Semifinale | Kouvola Indians      |
| 2012     | 7              | 0              | 3              | 10             | 444            | 128            | 2       | 0       | 2       | 71      | 33      | Campioni   | Kouvola Indians      |
| Totale   | 20             | 0              | 22             | 42             | 1044           | 854            | 2       | 2       | 4       | 117     | 99      |            |                      |

Fonti: Enciclopedia del Football - A cura di Massimo Mezzetti

##### II-divisioona
| Stagione | regular season | regular season | regular season | regular season | regular season | regular season | playoff | playoff | playoff | playoff | playoff | playoff   | playoff       |
|          | Vin            | Par            | Per            | Tot            | PF             | PS             | Vin     | Per     | Tot     | PF      | PS      | risultato | avversaria    |
| -------- | -------------- | -------------- | -------------- | -------------- | -------------- | -------------- | ------- | ------- | ------- | ------- | ------- | --------- | ------------- |
| 2008     | 7              | 0              | 1              | 8              | 242            | 59             | 1       | 1       | 2       | 40      | 52      | Finale    | Vaasa Vikings |
| Totale   | 7              | 0              | 1              | 8              | 242            | 59             | 1       | 1       | 2       | 40      | 52      |           |               |

Fonti: Enciclopedia del Football - A cura di Massimo Mezzetti

### Riepilogo fasi finali disputate
| Anno             | Luogo       | Evento        | Fase del torneo | Incontro                              | Risultato |
| 30 agosto 2008   | Vaasa       | II-divisioona | Finale          | Vaasa Vikings - Helsinki 69ers        | 26 - 7    |
| 22 agosto 2010   | Helsinki    | I-divisioona  | Semifinale      | Helsinki 69ers - Oulu Northern Lights | 20 - 38   |
| 7 agosto 2011    | Kuusankoski | I-divisioona  | Semifinale      | Kouvola Indians - Helsinki 69ers      | 28 - 26   |
| 18 agosto 2012   | Helsinki    | I-divisioona  | Spagettimalja   | Helsinki 69ers - Kouvola Indians      | 43 - 10   |
| 5 settembre 2015 | Seinäjoki   | Vaahteraliiga | Semifinale      | Seinäjoki Crocodiles - Helsinki 69ers | 28 - 7    |

## Palmarès
- 1 Spaghettimaljan (2012)